# レムス川

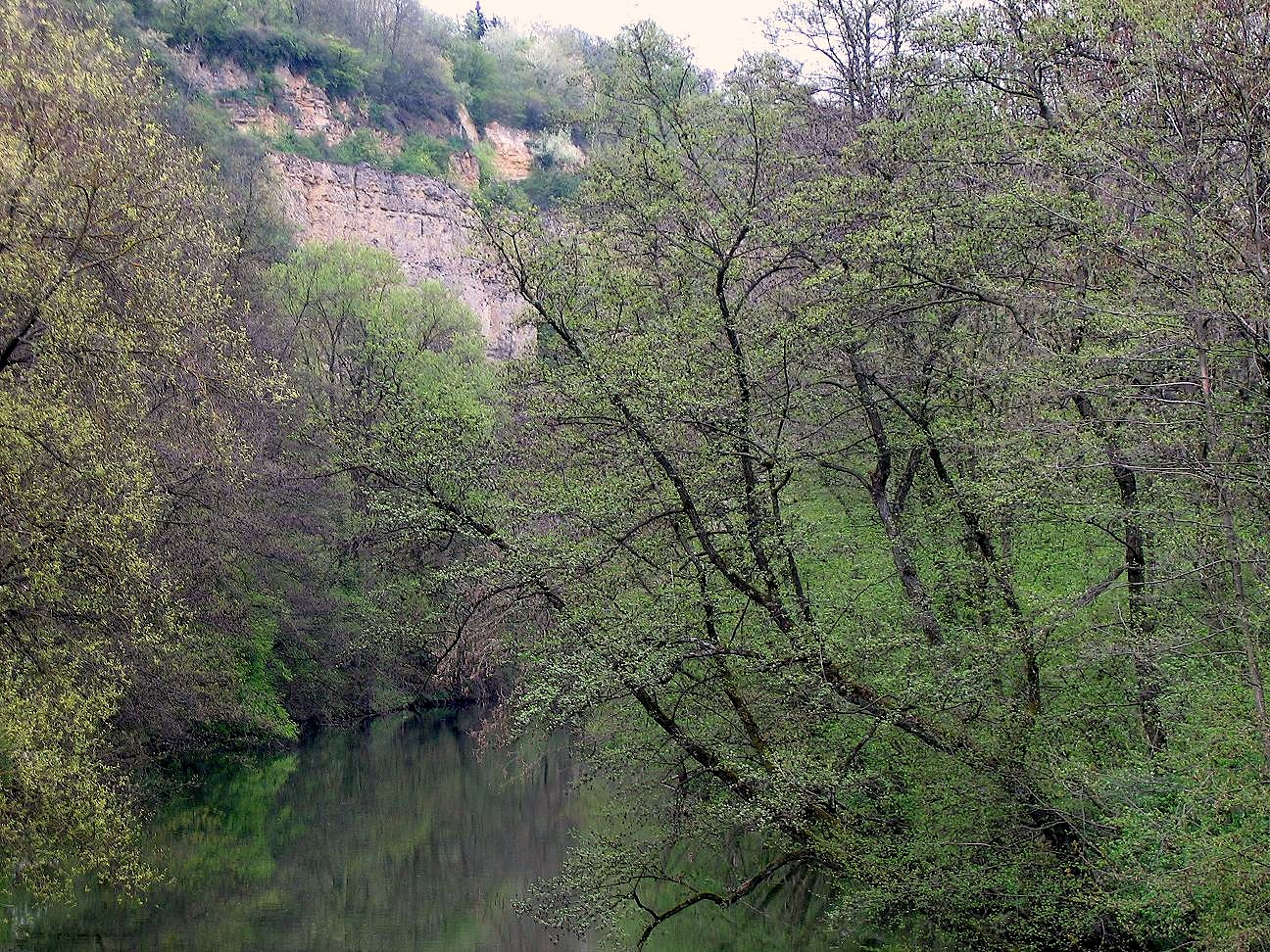
レムゼック付近

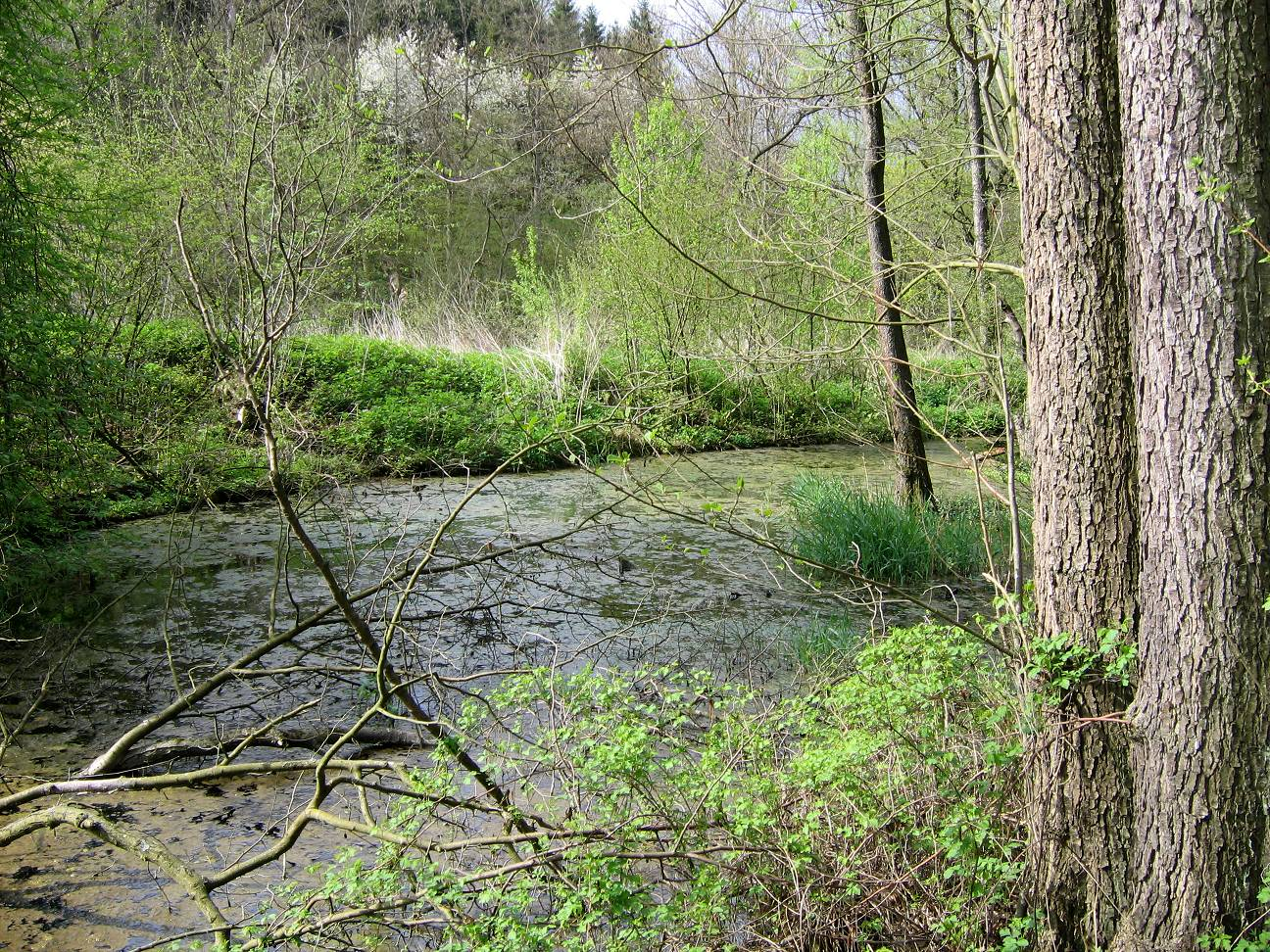
ヘクナッハ付近のレムス渓谷

レムス川（れむすがわ、Rems）は、ドイツ、バーデン＝ヴュルテンベルク州を流れる川でネッカー川の支流である。シュヴェービッシェ・アルプに位置するオストアルプ郡の郡庁所在地、アーレン近くエッシンゲンの標高551mの場所から湧出し、約80kmを流れ下って、ルートヴィヒスブルク郡ネッカーレムスの標高203m地点でネッカー川の右岸に合流する。

## 流路
レムス川は、水源からしばらくの間北に向かって流れ、その後方角を西に変える。川は広い谷を作り出し、ブンデスシュトラーセ29とレムス鉄道が、川に沿って走っている。レムス川の渓谷は人口の多いシュトゥットガルトから東ヴュルテンベルク地方や隣接するバイエルン州へ向かう重要な交通路となっている。エッシンゲンを過ぎると、メックリンゲン、ベビンゲンと相次いで町が現れ、商工業企業が増えてくる。やがてレムス川は大きな都市シュヴェービッシュ・グミュントに入る。ロルヒを出るとオストアルプ郡に別れを告げ、レムス＝ムル郡に入る。プリュダーハウゼン、ウアバッハを過ぎ大きな街ショーンドルフに達するが、ここでシュヴェービッシュ＝フランキッシャーヴァルト自然公園から流れてくる重要な支流ヴィースラスフ川を右岸から合わせる。ここでは斜面がブドウ畑になっている。レムス川の渓谷はヴュルテンベルクの一大ワイン生産地でもある。川沿いにヴィンターバッハ、レムスハルデン、あるいは行政区分としては別の地域となる街ヴァインシュタットが位置している。ここにはレムス渓谷のワイン業者最大の協同組合が置かれている。ブドウ畑の近くにはほかの果樹園、特にサクランボ畑が点在している。
やがてレムス川はヴァイプリンゲンに到達する。この町はレムス＝ムル郡の郡庁所在地である。ここからレムス渓谷の風景は一変する。ブンデスシュトラーセとレムス鉄道はシュトゥットガルトを目指して西へ直進するが、川は北西に向きを変える。柔らかいコイパー層から堅いムシェルカルク層へ流れてゆく。谷は狭くなる。ノイシュタットでは川沿いに電気のこぎりメーカーのシュティール本社が建っている。そのそばには高さ約45m全長約230mのムア鉄道の高架が位置している。下流部のレムス渓谷は大きく蛇行し、その地域は自然保護区になっている。現在では、攻撃斜面（凹岸側）の堤は樹木に覆われているが、所々にかつてブドウ畑だった跡がうかがえる。緩やかな滑走斜面（凸岸側）は現在も耕作地として使われている。レムス川がネッカー川に合流するネッカーレムスはレムゼックに属する地区であり、郡もレムス＝ムル郡からルートヴィヒスブルク郡に替わっている。

## 流域の都市
- シュヴェービッシュ・グミュント
- ロルヒ
- ショーンドルフ
- ヴァインシュタット
- ヴァイプリンゲン
- レムゼック・アム・ネッカー